# راندي رويز
راندي رويز (بالإنجليزية: Randy Ruiz)‏ هو لاعب كرة قاعدة أمريكي، ولد في 19 أكتوبر 1977 في ذا برونكس في الولايات المتحدة.

## وصلات خارجية
- راندي رويز على موقع دوري كرة القاعدة الرئيسي (الإنجليزية)
- راندي رويز على موقع الدوري الياباني لكرة القاعدة (الإنجليزية)
- راندي رويز على موقعبيزبول رفرنس.كوم (الدوري الرئيسي) (الإنجليزية)
- راندي رويز على موقعبيزبول رفرنس.كوم (الدوري الثانوي) (الإنجليزية)
- راندي رويز على موقع إي إس بي إن.كوم (أم.أل.بي) (الإنجليزية)
- راندي رويز على موقع مشجعي الرسوم البيانية (الإنجليزية)